# Baron Browning
Baron Browning (Fort Worth, 19 febbraio 1999) è un giocatore di football americano statunitense che milita nel ruolo di linebacker per gli Arizona Cardinals della National Football League (NFL).

## Carriera

### Denver Broncos
Browning al college giocò a football a Ohio. Fu scelto nel corso del terzo giro (105º assoluto) nel Draft NFL 2021 dai Denver Broncos. Debuttò come professionista nella gara del primo turno contro i New York Giants. La sua stagione da rookie si concluse con 58 tackle e 2 passaggi deviati in 14 presenze, 9 delle quali come titolare.
Nell'ottavo turno della stagione 2023, Browning mise a segno due sack su Patrick Mahomes, incluso uno che forzó un fumble, contribuendo a interrompere una striscia di 16 sconfitte consecutive dei Broncos contro i Kansas City Chiefs.